# Civet
Un civet és un tipus d'estofat que es fa habitualment amb animals de caça amb ceba i sang, de vegades lligada amb vi. És un tipus de plat que es cuina tradicionalment a Occitània, el nord de França i a Catalunya, en especial a la Catalunya Nord i la Catalunya Vella. El seu origen és medieval. Al llibre de Felip Cirera, La cuynera catalana apareix una recepta de civet amb sang i ceba. El civet se sol fer amb carn de cacera; com el senglar, el faisà, la llebre o l'isard; però es pot fer altrament amb llagosta, com es fa per exemple a la Catalunya Nord i al Llenguadoc. A la Vall d'Aran el civet de senglar és típic, i fa anys s'hi feia també amb gall fer. Pel llibre francès Larousse gastronomique però, el nom civet s'aplica només a estofats o guisats d'animals de caça mamífers, regats amb vi negre (a Catalunya però, se'n poden fer amb vi blanc) i, que poden anar acompanyats de cebetes. La sang de l'animal que es cou s'afegeix als darrers minuts, després de la picada, sacsejant la cassola per a remoure-la i amb compte per a intentar que no bulli. La picada només l'afegeixen els cuiners catalans, com per exemple, Josep Lladonosa i Giró.

## Etimologia
El mot «civet» fa referència a cive, un mot que significa ceba tendra, un ingredient que es posa en aquest estofat. El mot cive derivaria directament del llatí caepatum (que no s'usa al francès actual) o de l'occità cibièr. No se sap però si el mot civet és originàriament francès o occità.
Una civette (literalment, "cive" petita) seria segons el CNRTL (centre nacional francès de lexicologia) "un plat preparat amb ceba, all o cibulet".

## Tipus de civets
- El civet de senglar es fa tradicionalment a la vall d'Aran i a la Catalunya Nord.[4]
- El civet de llagosta és tradicional a la Catalunya Nord (Cotlliure, Vallespir, Conflent, etc.), es coneix també com a llagostada i es fa amb la llagosta cuita viva, amb oli d'oliva i vi de Banyuls. És un plat típic a la Costa Vermella pel dia de la Mare de Déu d'Agost.[5]
- El civet de llagostins[5] és una versió més econòmica del civet de llagosta. Es tracta d'un fenomen d'adaptació a l'economia i l'ecologia molt típic dels Països Catalans, que ocorre també sovint amb la caldereta de llagosta o llagostins menorquina o el pollastre amb llagosta català.
- El civet de conill amb ceps és un exemple de la cuina burgesa del Rosselló.[6] La llebre o conill de bosc en civet també es fa a la cuina catalana.[7]
- El civet de cérvol es fa al Pirineu català i a l'Empordà.

- Es construeix noms d'aliments anàlegs amb el sufix -ada ajuntat al nom de l'animal: llagostada, cabirolada, llebrada... (civet de llagosta, cabirol, llebre).